# 金城茉奈
金城 茉奈（きんじょう まな、1996年2月24日 - 2020年12月1日）は、日本の女優、ファッションモデル、タレント。沖縄県那覇市出身。生前はGrickに所属していた。

## 略歴・人物
東京ガールズコレクション公式ランニングチーム「TOKYO GIRLS RUN」4期生。ジャパニーズロックが好きであり、中でもONE OK ROCKのファンであった。弟が1人いる。
2017年6月12日、病気の治療のため入院中であることを報告。その後、復帰。病気のため2019年より休養していた。
2020年12月1日に死去した旨が、12月5日（JST）付けで所属事務所より発表された。24歳没。

## 出演

### テレビドラマ
- 名古屋行き最終列車2015（2015年2月5日、メ～テレ） - 池上 役
- 騎士竜戦隊リュウソウジャー（2019年3月17日 - 2020年3月1日、テレビ朝日） - 龍井うい 役[7]

### その他のテレビ番組
- ミュージックドラゴン（2015年2月6日、日本テレビ）- 朗読少女

### 映画
- けんじ君の春（2015年、森田亜紀監督）
- 二度めの夏、二度と会えない君（2017年、中西健二監督） - 花京院姫子 役[8]
- 騎士竜戦隊リュウソウジャー THE MOVIE タイムスリップ!恐竜パニック!!（2019年、上堀内佳寿也監督） - 龍井うい 役[9]

### 舞台
- アナログスイッチ「ラスボスのお城の前で」（2016年2月25日 - 29日、花まる学習会王子小劇場）
- AnK「ヘナレイデーアゲイン」（2016年12月22日 - 26日、SPACE梟門）
- Mrs.fictions「伯爵のおるすばん」（2019年3月20日 - 25日、吉祥寺シアター）
- 十七戦地「あさどらさん」（2019年5月16日・17日）

### MV
- ケツメイシ「さらば涙」

### CM
- かりゆしホテル（2013年） - 主人公の娘 役
- エバラ食品「小鍋でおかず」（2014年）[10]

### 広告
- RYUBO PR表紙モデル（2013年）
- ブライダル情報誌「ちゅら婚」VOL08（2014年）
- 2代目マイナビウエディングガール（2016年 - ）

### 雑誌連載
- CanCam（2013年12月21日、小学館） - 2014年2月号
- NYLON JAPAN（2015年4月28日、カエルム） - 2015年6月号
- non-no（2016年4月20日、集英社） - 2016年6月号（専属モデル）
- 週刊プレイボーイ（2019年10月12日、集英社） - 43号（水着グラビア）

### SHOW
- 琉球RACOファッションショー（2012年）
- 出雲会館ブライダルショー（2012年、2013年）
- 沖縄ブライダル博覧会（2013年）
- RYUBO lalalaファッションショー（2013年）
- TOKYO GIRLS COLLECTION 2015s/s（2015年）
- Girls Award 2015s/s（2015年）

### アプリ
- 週刊ジョージア 妄想彼女（2015年4月27日、KADOKAWA）

### キャラクターソング
| 発売日        | 商品名                            | 歌                   | 楽曲            | 備考                                             |
| ------------- | --------------------------------- | -------------------- | --------------- | ------------------------------------------------ |
| 2020年3月18日 | 騎士竜戦隊リュウソウジャー 全曲集 | 龍井うい（金城茉奈） | 「Here UI go!」 | テレビドラマ『騎士竜戦隊リュウソウジャー』関連曲 |